# أسماء النبي محمد

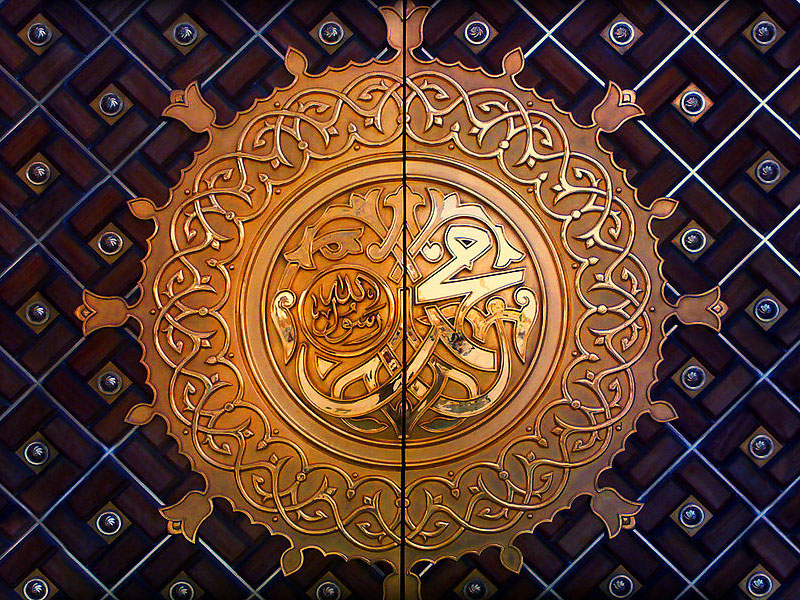
نقش لاسم النبي محمد -صلى الله عليه وسلم- على أحد أبواب المسجد النبوي.

أسماء النبي محمد، هي أسماء نبي الإسلام محمد ﷺ ويستخدمها المسلمون، حيث 88 منها معروفة بشكل عام، كما أنه هناك أسماء لا تعد ولا تحصى، والتي توجد بشكل رئيسي في القرآن الكريم، والحديث النبوي.
لغوياً محمّد يعني: الشخص المحمود حمدًا كثيرًا، وتوجد في الآثار الإسلامية أحاديث حول أسمائه مثل:
| أسماء النبي محمد | أنا محمد وأنا أحمد، وأنا الماحي الذي يمحو الله بي الكفر، وأنا الحاشر الذي يُحشَرُ الناس على قدمي، وأنا العاقب الذي ليس بعده نبي | أسماء النبي محمد |

| أسماء النبي محمد | أنا محمد وأحمد والمقفى والحاشر ونبي التوبة ونبي الرحمة | أسماء النبي محمد |

والنبي محمد ﷺ، كان يُلقَب بأفضل الألقاب، وأعظمها.. ومنها: الصادق الأمين، حيث اشتهر بصدقه، وأمانته، بين قومه قريش.
كما أن هناك ثلاث سور في القرآن الكريم تحمل اسم النبي وصفتيه, وهم سورة محمد وسورة المزمل وسورة المدثر.

## أسماء النبيﷺ، وألقابه، وصفاته
أسماء، وألقاب، وصفات، النبي محمد ﷺ، استخرجها العلماء، وشرحوا معانيها، وصنَّفوا فيها، وبلغت من الكثرة حدا كبيرًا، لدرجة أن بعض العلماء أوصلها إلى مائتين؛ بل إن بعضهم أوصلها إلى الألف، وأسماء النبي محمد، كلها ألقاب، وأوصاف، ونعوت، توجب لجنابه العظيم، كل كمال، وجلال، ومدح في إطار كماله البشري.

### الألقاب التي لقبهاالقرآن الكريمللنبيﷺ
- الشاهد، والمبشر، والنذير، قال تعالى: ﴿يَا أَيُّهَا النَّبِيُّ إِنَّا أَرْسَلْنَاكَ شَاهِدًا وَمُبَشِّرًا وَنَذِيرًا ۝٤٥﴾ [الأحزاب:45].
- الداعِ إلى الله، والسراج المنير، قال تعالى: ﴿وَدَاعِيًا إِلَى اللَّهِ بِإِذْنِهِ وَسِرَاجًا مُنِيرًا ۝٤٦﴾ [الأحزاب:46].
- المُذَكِّر، قال تعالى: ﴿فَذَكِّرْ إِنَّمَا أَنْتَ مُذَكِّرٌ ۝٢١﴾ [الغاشية:21].
- الرسول الرؤوف الرحيم، قال تعالى: ﴿لَقَدْ جَاءَكُمْ رَسُولٌ مِنْ أَنْفُسِكُمْ عَزِيزٌ عَلَيْهِ مَا عَنِتُّمْ حَرِيصٌ عَلَيْكُمْ بِالْمُؤْمِنِينَ رَءُوفٌ رَحِيمٌ ۝١٢٨﴾ [التوبة:128].
- رحمة للعالمين، قال تعالى: ﴿وَمَا أَرْسَلْنَاكَ إِلَّا رَحْمَةً لِلْعَالَمِينَ ۝١٠٧﴾ [الأنبياء:107].
- المزمل، قال تعالى: ﴿يَا أَيُّهَا الْمُزَّمِّلُ ۝١﴾ [المزمل:1].
- المدثر، قال تعالى: ﴿يَا أَيُّهَا الْمُدَّثِّرُ ۝١﴾ [المدثر:1].
- النبي، قال تعالى: ﴿يَا أَيُّهَا النَّبِيُّ حَسْبُكَ اللَّهُ وَمَنِ اتَّبَعَكَ مِنَ الْمُؤْمِنِينَ ۝٦٤﴾ [الأنفال:64].
- الرسول، قال تعالى: ﴿يَا أَيُّهَا الرَّسُولُ﴾ [المائدة:41].
- رسول الله، وخاتم النبيين، قال تعالى:﴿مَا كَانَ مُحَمَّدٌ أَبَا أَحَدٍ مِنْ رِجَالِكُمْ وَلَكِنْ رَسُولَ اللَّهِ وَخَاتَمَ النَّبِيِّينَ وَكَانَ اللَّهُ بِكُلِّ شَيْءٍ عَلِيمًا ۝٤٠﴾ [الأحزاب:40].
- الهادي، قال تعالى: ﴿وَإِنَّكَ لَتَهْدِي إِلَى صِرَاطٍ مُسْتَقِيمٍ ۝٥٢﴾ [الشورى:52].
- المعصوم، قال تعالى: ﴿يَا أَيُّهَا الرَّسُولُ بَلِّغْ مَا أُنْزِلَ إِلَيْكَ مِنْ رَبِّكَ وَإِنْ لَمْ تَفْعَلْ فَمَا بَلَّغْتَ رِسَالَتَهُ وَاللَّهُ يَعْصِمُكَ مِنَ النَّاسِ إِنَّ اللَّهَ لَا يَهْدِي الْقَوْمَ الْكَافِرِينَ ۝٦٧﴾ [المائدة:67].
- النبي الأمي، قال تعالى:﴿قُلْ يَا أَيُّهَا النَّاسُ إِنِّي رَسُولُ اللَّهِ إِلَيْكُمْ جَمِيعًا الَّذِي لَهُ مُلْكُ السَّمَاوَاتِ وَالْأَرْضِ لَا إِلَهَ إِلَّا هُوَ يُحْيِي وَيُمِيتُ فَآمِنُوا بِاللَّهِ وَرَسُولِهِ النَّبِيِّ الْأُمِّيِّ الَّذِي يُؤْمِنُ بِاللَّهِ وَكَلِمَاتِهِ وَاتَّبِعُوهُ لَعَلَّكُمْ تَهْتَدُونَ ۝١٥٨﴾ [الأعراف:158].
- صاحب الخلق العظيم، قال تعالى: ﴿وَإِنَّكَ لَعَلَى خُلُقٍ عَظِيمٍ ۝٤﴾ [القلم:4].
- النور، قال تعالى: ﴿يَا أَهْلَ الْكِتَابِ قَدْ جَاءَكُمْ رَسُولُنَا يُبَيِّنُ لَكُمْ كَثِيرًا مِمَّا كُنْتُمْ تُخْفُونَ مِنَ الْكِتَابِ وَيَعْفُو عَنْ كَثِيرٍ قَدْ جَاءَكُمْ مِنَ اللَّهِ نُورٌ وَكِتَابٌ مُبِينٌ ۝١٥﴾ [المائدة:15].
- الولي، قال تعالى: ﴿إِنَّمَا وَلِيُّكُمُ اللَّهُ وَرَسُولُهُ﴾ [المائدة:55]
- الخبير، الحق المبين، والشهيد.

### أسماءالنبيفيالقرآنالكريم
- محمد، قال تعالى: ﴿وَمَا مُحَمَّدٌ إِلَّا رَسُولٌ قَدْ خَلَتْ مِنْ قَبْلِهِ الرُّسُلُ﴾ [آل عمران:144].
- أحمد، قال تعالى: ﴿وَإِذْ قَالَ عِيسَى ابْنُ مَرْيَمَ يَا بَنِي إِسْرَائِيلَ إِنِّي رَسُولُ اللَّهِ إِلَيْكُمْ مُصَدِّقًا لِمَا بَيْنَ يَدَيَّ مِنَ التَّوْرَاةِ وَمُبَشِّرًا بِرَسُولٍ يَأْتِي مِنْ بَعْدِي اسْمُهُ أَحْمَدُ فَلَمَّا جَاءَهُمْ بِالْبَيِّنَاتِ قَالُوا هَذَا سِحْرٌ مُبِينٌ ۝٦﴾ [الصف:6].

### أسماءالنبيفيالسنةالنبوية
- الماحي: فهو الذي مَحَا الله بنوره ظُلُماتِ الكفر، ولم تُمحَ هذه الظلمات بأحدٍ من الخَلْق كما مُحِيَتْ به صلوات الله عليه؛ فإنه بُعث وقد أَطبق الكفر على أهل الأرض قاطبةً، إلا بقايا من أهل الكتاب.. والكفار ما بين عُبَّادِ أوثانٍ، وعُبَّادِ كواكب، وعُبَّادِ نار، ويهودٍ ونصارى، وصابئةٍ ودهرية - لا يعرفون ربًّا ولا مَعَادًا - وفلاسفةٍ لا يعرفون شرائع الأنبياء ولا يقرُّون بها، فمحا الله بنبيِّه الماحي صلى الله عليه وسلم هذه الظلماتِ، وأظْهَر دينَه على كلِّ دين غيره، حتى بلغ مبلغَ الليل والنهار، وسَارَ مَسيرَ الشَّمس في الأقطار، قال رسول الله ﷺ: «وأنا الماحي الذي يمحو الله بي الكفرَ».
- الحاشر: فهو الذي يُحشر الناس على قدمه؛ لأنَّه أوَّلُ مَنْ تنشقُّ عنه الأرض، ثَّم الناس على أثره يُحشرون، وإليه في المحشر يَلْجَؤون، وبه عند الفزَع الأكبر إلى ربِّهم يتوسَّلون، وهنالك يتجلَّى مقامُه المحمود الذي يحمده له الأوَّلون والآخرون، قال رسول الله ﷺ:«وأنا الحاشرُ الذي يُحشَرُ الناسُ على قَدَمي».
- العاقب، المقفي: فهو في معنى المُقفَّى والآخر؛ لأنَّه تَبِعَ آثارَ مَنْ سبقه من الرسل، فكان خاتمهم ﷺ، وهذا الاسم صريحٌ في أنه ﷺ خاتم النبيين، فلا نبيَّ بعده، قال رسول الله ﷺ:«وأنا العاقبُ ، والعاقبُ الذي ليس بعده نبيٌّ».
- نبي الرحمة
- نبي التوبة
- المتوكل
- ومنها الكثير من الأسماء المشهورة له عليه الصلاة والسلام، بين العلماء والأولياء والفقهاء، ومن بينها: (المختار، المصطفى، الشفيع، المشفع، والصادق، والمصدوق، الرحمة المهداة، سيد ولد آدم، حبيب الرحمن، الأمين، صاحب الشفاعة والمقام المحمود، إمام المتقين، سيد المرسلين، قائد الغر المحجلين، خاتم النبيين، الرسول الأعظم، المجتبى، صاحب الوسيلة والفضيلة والدرجة الرفيعة، المعصوم، المُبلغ، الفاتح، الأمين، والنعمة، والهادي، الهاشمي، المجتبى، المصباح، قدم صدق).

## إختلاف العلماء في الأسماء
وقد اختلف علماء الإسلام، في أسماء كثيرة، هل تصح نسبتها إلى النبي محمد أو لا، فأدى ذلك إلى اختلافهم في تعداد هذه الأسماء:
- فجعلها بعضهم كعدد أسماء الله الحسنى تسعة وتسعين اسمًا.
- وعدّ منها الجزولي في «دلائل الخيرات» مائتي اسم.
- وأوصلها ابن دحية في كتابه «المستوفى في أسماء المصطفى» نحو ثلاثمائة اسم.

وقد كان من أهم أسباب الخلاف.. أن بعضهم رأى كل وصف وُصف به النبي في القرآن، من أسمائه، في حين قال آخرون إن هذه أوصاف، وليست أسماء أعلام.
قال النووي: «بعض هذه المذكورات صفات، فإطلاق الأسماء عليها إنما هو مجاز» ويقول السيوطي «وأكثرها صفات».
وقد صنف العلماء، في جمع أسماء نبي الإسلام مصنفات كثيرة، تزيد على الأربعة عشر مصنفا، وهي: لابن دحية، والقرطبي، والرصاع، والسخاوي، والسيوطي، وابن فارس، والجزولي، ويوسف النبهاني، وغيرهم. منها: «الرياض الأنيقة في شرح أسماء خيرالخليقة» للسيوطي.

## (طه) و (يس).. ليسا من أسماء النبيﷺ
إن «طه» و«يس»، ليسا من أسماء الرسول ﷺ، وإنما شأنهما شأن الـ14 حرفًا المتقطعة في القرآن.
حيث أنه لم يرد في السنة، أو التفاسير أنهما من أسماء النبي محمد، ولكن درج بعض الناس أن يطلقوا على النبى هذين الاسمين، مشيرًا إلى أن الحروف المتقطعة، التي تأتى في أوائل بعض السور، مجموعة في جملة: «نص حكيم قاطع له سر».

## قائمة بعض الأسماء، والصفات
فيما يلي بعض ما ورد من أسمائه، وصفاته، وألقابه:
- محمّد.
- أحمد، الاسم الذي أتى بالكتب السماوية، وبشر به الأنبياء من قبل.[8]
- أبو القاسم.
- الماحي.
- المقفّي (أي: آخر الأنبياء).
- الحاشر.
- العاقب (أي: آخر الأنبياء).
- نبي الرحمة.
- نبي المرحمة.
- نبي التوبة.[9]
- نبي الملحمة.[10]
- الرحمة المهداة.[11]
- سيد ولد آدم.[12]
- حبيب الرحمن.
- المختار.
- المصطفى.
- المجتبى.
- الصادق.
- المصدوق.
- الأمين.
- صاحب الشفاعة والمقام المحمود.
- صاحب الوسيلة والفضيلة والدرجة الرفيعة.
- صاحب التاج والمعراج.
- إمام المتقين.
- سيد المرسلين.
- قائد الغر المحجلين.
- النبي الأمّي.
- رسول الله.
- خاتم النبيين.
- المزمل.
- المدثر.
- المنذر.
- الشاهد.
- المبشر والبشير.
- النذير.
- الداعي إلى الله.
- السراج المنير.
- النور.[13][14][15]
- رؤوف رحيم.[16]
- قدم صدق[17]